# Cercestis camerunensis
Cercestis camerunensis là một loài thực vật có hoa trong họ Ráy (Araceae). Loài này được (Ntépé-Nyamè) Bogner publ. 1986 mô tả khoa học đầu tiên năm 1985.